# Милойко Лешанин
Милойко Лешанин (на сръбски: Милојко Лешјанин) е сръбски военен деец и политик, неколкократно военен министър и началник на генералния щаб през 70-те и 80-те години на XIX век. Като корпусен и армейски командир взема участие във войните с турци и българи през 1876 – 1886 година. Води сръбските войски при превземането на Ниш през 1877 (съвместно с Йован Белимаркович) и при блокадата на Видин през 1885.

## Образование и преподавателска кариера
Син на търговец от Парачин, Милойко Лешанин постъпва в армията през 1849 година. Завършва Артилерийската школа в Белград като подпоручик с инженерна специалност, по-късно преминава тригодишен курс във военната академия в Берлин и едногодишна практика в пруския генерален щаб. След завръщането си в родината е дългогодишен преподавател (между 1859 и 1880, с прекъсвания) в Артилерийската школа, на три пъти (1865 – 1868, 1874 – 1875, юни-ноември 1880) е неин управител. През 1870 (вече с чин майор) е отново в пруския генерален щаб, този път в качеството на наблюдател на бойните действия във Френско-пруската война.

## Военна кариера
През 1862, при бомбардирането на Белград от турците, Лешанин командва участък от отбраната и е повишен в чин капитан I класа. В началото на Първата сръбско-турска война през лятото на 1876 Лешанин (получил полковнишки чин в предходната година) командва Тимошката армия, която има за цел да нахлуе в северозападна България и да повдигне българите на въстание. Опитът му да изпълни тази задача е провален от турците, след което отстъпва командването си на руския генерал Черняев. При Велики извор Лешанин води Зайчарския отряд на левия фланг на сръбските войски. Битката завършва с поражение за сърбите, които са принудени скоро след това да изоставят Зайчар в турски ръце.
Във Втората сръбско-турска война през зимата на 1877 – 1878 полковник Лешанин е командир на Моравския корпус (16 715 войника и 46 оръдия), който настъпва по двата бряга на Българска Морава и участва в операциите, довели до овладяването на Ниш (29 декември 1877). След този успех на Лешанин са поверени обединеното командване на Моравския и Тимошкия корпус за превземането на Прищина. Не успява да изпълни тази задача, поради неуспешния щурм на турско-албанските позиции при Самоково. През февруари 1878 е специален пратеник на княз Милан в руската щаб-квартира за преговорите, довели до неизгодния за Сърбия Санстефански договор.
След завръщането си от Сан Стефано Лешанин е произведен в чин генерал. Командва Тимошкия корпус, а през 1879 – 1880 и 1882 – 1883 е началник на генералния щаб на сръбската армия, а през 1883 – 1884 е командващ действащата армия. В Сръбско-българската война през ноември 1885 генерал Лешанин командва Тимошката армия при неуспешната обсада на Видин. След войната Лешанин поема за трети път (до 1887) ръководството на генералния щаб. Напуска армията през 1888 и влиза в политиката.

## Политик
Лешанин става военен министър за първи път през 1873, когато влиза в правителството на либералите начело с Йован Ристич. През 1880 – 1882 заема същия пост в напредняшкото правителство на Милан Пирочанац. След уволнението си участва в създаването на конституцията от 1888 и в работата на парламента (от либералната партия) в началото на 90-те години.